# Oldelaf
Olivier Delafosse, dit Oldelaf, est un auteur-compositeur-interprète, chanteur humoristique et musicien français né le 10 mai 1975 à Paris.
En 2000, il crée le groupe Oldelaf et Monsieur D avec le comédien Frédéric Draps. Après la séparation du groupe lors de leur concert d'adieu à l'Olympia le 30 janvier 2010, il poursuit sa route en solo, entouré sur scène par quatre personnages. Le 17 octobre 2011, il sort son premier album solo, Le monde est beau.

## Biographie
Né en région parisienne, Olivier Delafosse apprend le piano dans son enfance. À quatorze ans, il commence à composer des chansons qu'il interprète au sein d'un groupe de lycéens. Après le baccalauréat, il suit des études de musicologie, devient animateur socio-culturel et enseigne un temps la musique au collège. Néanmoins il décide de tenter sa chance à Paris.[réf. nécessaire]

### Les Petits Humains

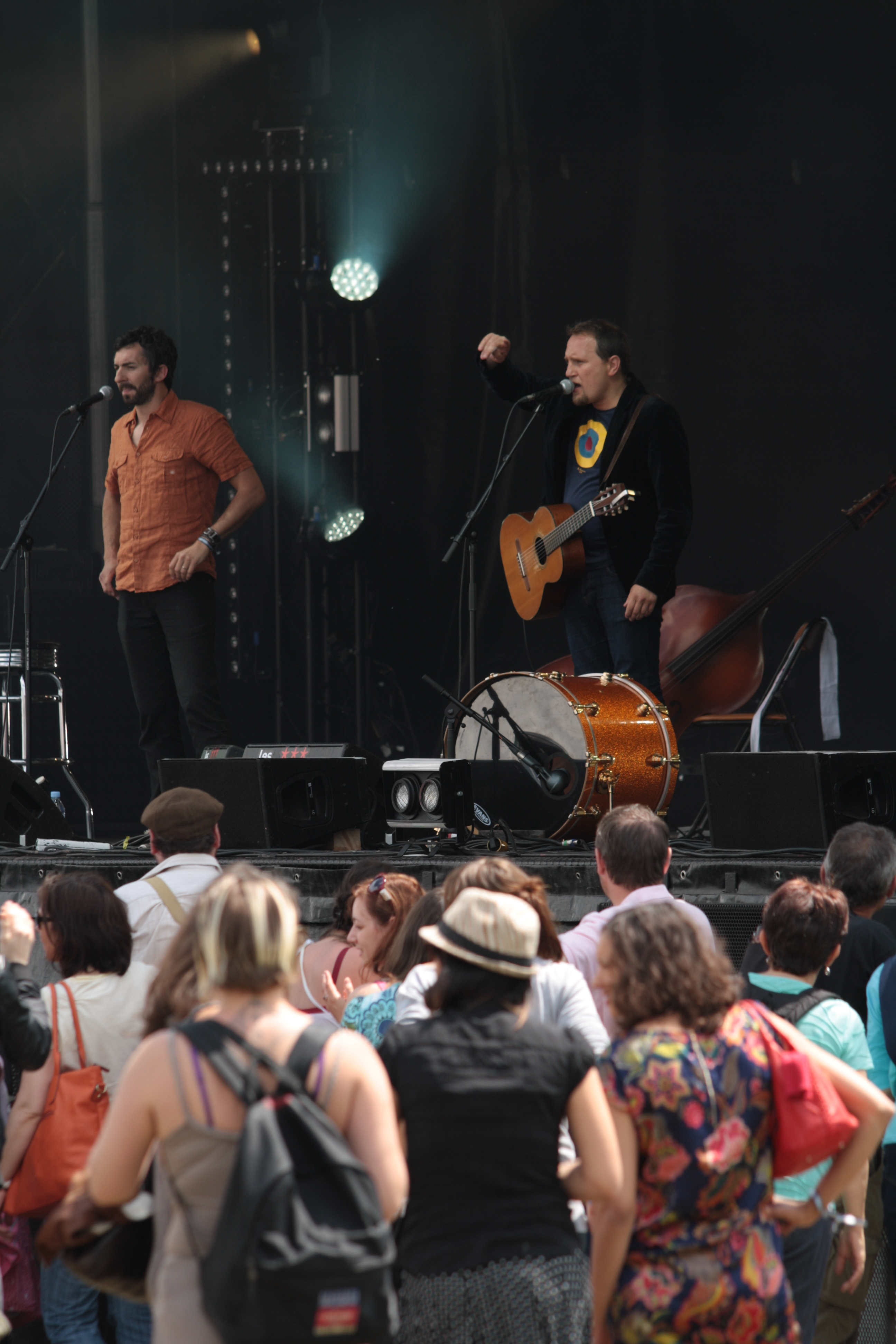
Oldelaf en concert à Tournus en 2013.

Le tout premier groupe d'Oldelaf est « Les Petits Humains » (d'abord appelé « Caméléon », puis rebaptisé). Ce groupe de chanson française est créé en septembre 1997 à Paris, composé d'un batteur (Colin), d'une basse (Lionel), d'une guitare électrique (Alex), et d'une guitare acoustique (Oldelaf). Oldelaf est également le principal chanteur du groupe à l'époque. Les Petits Humains font leur lot de concerts en région parisienne et enregistrent deux albums qui ne sont pas disponibles dans le commerce mais que l'on peut écouter et télécharger sur le site internet du groupe.

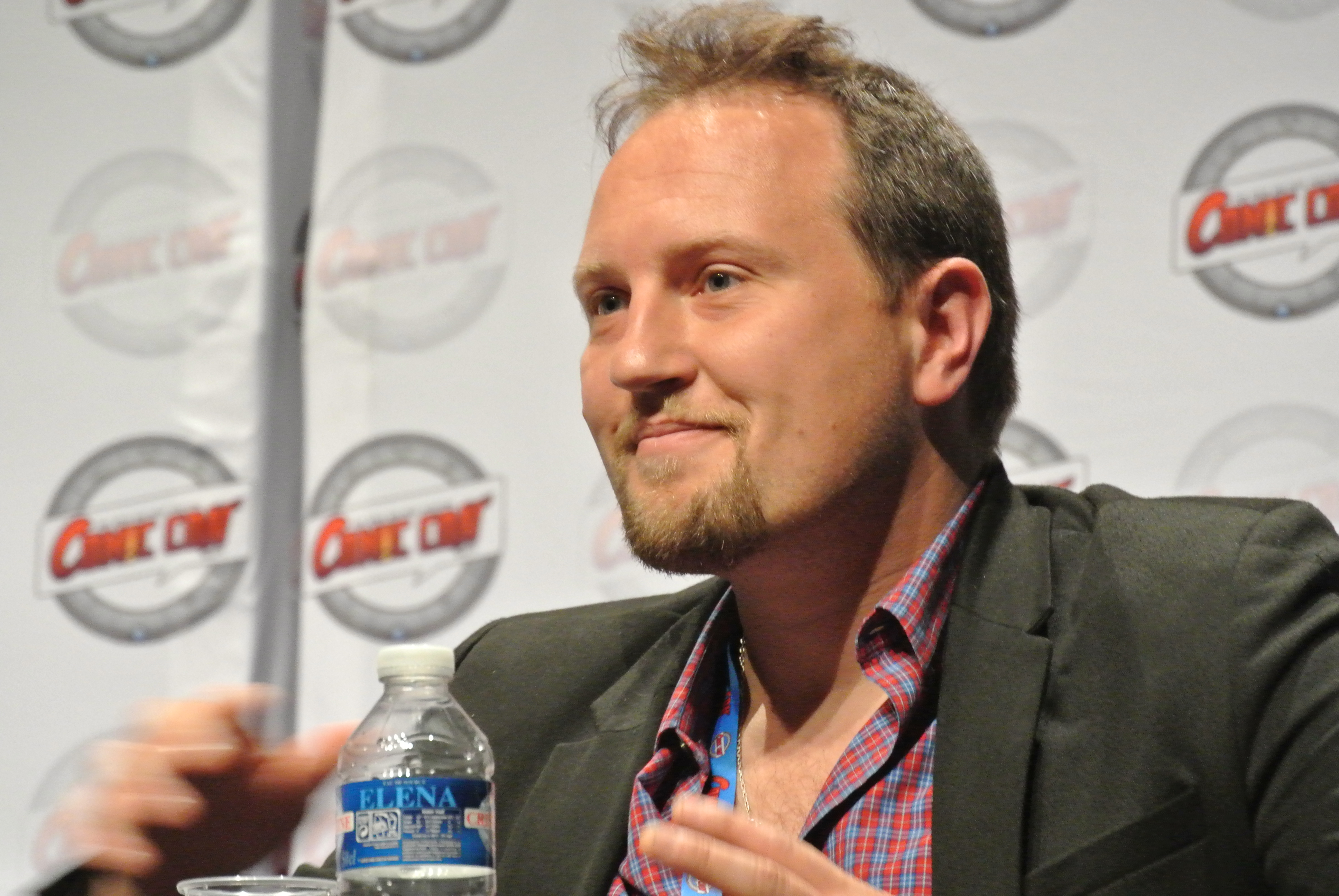
Oldelaf au Comic Con #5 - Paris

Deux mois après sa formation, en décembre 1997, le groupe encore appelé Caméléon sort son premier album, intitulé Quand viendront les jours, qui sort officiellement six mois plus tard, en mai 1998. Le deuxième album des Petits Humains, L'explorateur, sort en juin 2002. Ce dernier, bien qu'introuvable en magasin, est cependant régulièrement mis en vente à la fin des concerts actuels d'Oldelaf, ainsi qu'à l'occasion de la reformation exceptionnelle des Petits Humains les 1er et 2 décembre 2011, à la péniche El Alamein. Le groupe s'est en effet séparé depuis juin 2003.

### Oldelaf et Monsieur D
Oldelaf crée en 2000 le groupe Oldelaf et Monsieur D avec le comédien Frédéric Draps - groupe qui se sépare le 30 janvier 2010.

### Les Fatals Picards
En mars 2003, Oldelaf rejoint Les Fatals Picards en tant que guitariste pour l'album Picardia Independenza.

### Oldelaf

#### 2010-2013: «Le monde est beau»
En 2010, Oldelaf est de retour sur scène entouré de 4 musiciens. On y retrouve Julien Breton et Alexandre Zapata qui deviennent respectivement les frères Charles et Alain Berthier. Il s'entoure également de Victor Paillet et de Fabrice Lemoine dans les rôles d'Amaury Cantet, rocker versaillais batteur de Michel Sardou et de Jacques F., le chouchou d'Oldelaf.
Nouvelles chansons et quelques anciennes se mêlent. Le tout est aussi beaucoup plus musical puisque les cinq musiciens jouent des guitares, du clavier, des percussions, de la batterie, de la basse, contrebasse, du ukulélé et d'autres instruments. Oldelaf et ses musiciens tournent à travers toute la France et on les retrouve dans des festivals comme les Solidays, LaSemo en Belgique ou encore les Francofolies de la Rochelle. Le 10 décembre 2010, ils donnent un concert « spécial Star Wars » à l'Alhambra de Paris.
Le 21 février 2011 sort l'EP cinq titres Vendredi, avec lequel Oldelaf se place à la 18e position du classement des meilleures ventes d'albums téléchargés en France, la semaine de sa sortie.
Deux titres de cet EP ne sont pas sur l'album Le monde est beau : Comme je peux et Subjonctif. Ce nouvel album studio, initialement prévu pour le 2 mai, est finalement reporté au 17 octobre, la sortie numérique ayant lieu le 12 septembre. Il a été réalisé et enregistré en six mois avec la collaboration de Camille Ballon (Java, R-Wan, No One is Innocent, La Caravane Passe, etc.).
La chaîne France 4 et Dailymotion sont partenaires de cet album. Depuis, Europe 1 est aussi devenu partenaire de cet album. Le clip de la chanson La Tristitude, qui paraît sur l'album, réalisé par François Goetghebeur, est mis en ligne le 19 août sur toutes les plateformes de vidéo, à commencer par Dailymotion (partenaire de la sortie) et sur des sites comme Viedemerde.fr. Le site officiel est totalement retravaillé à cette occasion.
Oldelaf a financé ce clip grâce au financement participatif avec l'aide de contributions de la part des internautes sur le site KissKissBankBank ,. Les internautes ont ainsi réuni plus de 10 000 € sur ce site, remplissant l'objectif fixé par Oldelaf pour réaliser son clip. Finalement, un total de 17 181 € est collecté auprès de 543 internautes : cet argent comble largement les attentes de l'équipe d'Oldelaf pour réaliser un prochain clip et cette collecte permet de tourner deux clips supplémentaires. Le deuxième clip, celui de la chanson Le monde est beau, sort le 25 juillet 2012, « avec un concept qui n'a jamais été fait en France ». La particularité de ce clip est une application Facebook qui crée une version personnalisée du clip en faisant de l'internaute son protagoniste principal, via les informations de son compte Facebook (photos, amis, etc.). Le troisième clip est celui de la chanson Courseulles-sur-Mer, et sort le 5 novembre 2012.
En parallèle, Oldelaf poursuit une tournée à travers la France avec son spectacle Le monde est beau et est à l'affiche du court-métrage Night of the Falling Star, réalisé par Jean-Marc Deltorn. Une avant-première aura lieu aux Pays-Bas, une autre à Paris.
La grande date parisienne de l'année 2012 est le Trianon, le 28 avril. Pour marquer l'événement, Oldelaf propose aux internautes un nouveau projet participatif via le site oocto.com pour financer la captation de ce concert. Ainsi, tout comme le précédent projet pour financer le clip, une série d'offres est proposée aux internautes, l'objectif étant de collecter 15 000 €. Le DVD du concert d'Oldelaf au Trianon sort le 5 novembre 2012, et est diffusé en partie sur France 4. Le 28 mars sort un clip d'une chanson inédite qui ne figure pas sur l'album : J'aime les bêtes.
La tournée du spectacle Le monde est beau s'achève le 29 janvier 2013 à l'Olympia. Après cette date, Oldelaf continue de présenter son spectacle pour enfants et sort une réédition de l'album Bête et méchant  en version CD cristal le 10 juin 2013.

##### La Tristitude
La Tristitude, single de l'album Le monde est beau, est selon Oldelaf une contraction de tristesse et de solitude. Il s'agit donc d'un concept mis en chanson, dont la particularité est que l'on peut transformer les paroles à sa façon, ce qui explique une partie du succès de ce titre.
Depuis la mise en ligne du clip, ce titre bénéficie d'une médiatisation importante sur le net (VDM, Deezer, MusicMe, Dailymotion), dans les articles de presse, les plateformes de téléchargement et de divers autres médias, où les apparitions d'Oldelaf se faisaient très rares auparavant. En effet, il a interprété la chanson dans de nombreuses émissions télévisées (Chabada, Vivement dimanche, Taratata, Acoustic) et de radio (RTL, France Bleu, Europe 1, France Inter, Oui FM).
Michel Drucker intègre ainsi Oldelaf dans son équipe pour revenir régulièrement dans son émission Faites entrer l'invité sur Europe 1 en tant que chroniqueur, où il chante La Tristitude du mois, aux paroles adaptées à l'actualité. Il l'invite également à plusieurs reprises dans ses émissions télévisées Vivement dimanche et Vivement dimanche prochain. Oldelaf devient finalement un chroniqueur de l'émission, dans laquelle il propose chaque semaine une chronique en chanson.
Dans le même esprit, un concours Chante ta Tristitude est également organisé sur Dailymotion, en partenariat avec VDM et France 4. Ce concours propose aux internautes de chanter leur propre Tristitude. De ce concours, Oldelaf a tiré la Tristitude des internautes, qui recense les meilleures phrases proposées. Ce titre est disponible sur l'EP Tristitudes, disponible depuis le 16 janvier sur les plateformes de téléchargement légal. Cet EP contient huit titres : quatre versions de la Tristitude, et quatre titres inédits dans le prolongement de l'album Le monde est beau.

#### 2013:Dimanche
En 2013, Oldelaf enregistre un nouvel album Dimanche, qui sort le 27 janvier 2014, réalisé par Jean-Louis Piérot. Le premier single qui en est extrait, La Belle Histoire,, sort le 13 janvier de la même année. Pour financer cet album, il fait appel une fois de plus au financement participatif via le site oocto.com pour collecter 50 000 € : l'objectif est atteint en juillet 2013. Une série de concerts à l'Alhambra (Paris) les 21, 22 et 23 novembre 2013 ainsi qu'une tournée dans toute la France ont lieu afin de présenter ce nouvel album. La même année, il est à l'affiche de la comédie musicale Le Soldat rose 2 dans laquelle il interprète le personnage du Cheval à Bascule ainsi qu'une chanson homonyme.
En septembre 2014, Oldelaf devient chroniqueur télé dans l'émission Du côté de chez Dave diffusée sur France 3, dans laquelle il présente chaque semaine une chronique sur l'invité de l'émission.
La tournée de plus de cent dates qui accompagne la sortie de Dimanche se termine par un concert au Zénith de Paris le 29 novembre 2014, enregistré, et disponible en DVD depuis avril 2016.
En juillet 2016, Oldelaf présente son spectacle La folle histoire de Michel Montana en collaboration avec  Alain Berthier, au festival d'Avignon au théâtre Le Palace
À partir de septembre 2016, Stéphane Bern recrute Oldelaf dans À la bonne heure sur RTL pour une chronique hebdomadaire chantée, Paroles... par Oldelaf, chaque jeudi pendant une saison.

#### 2018:Goliath

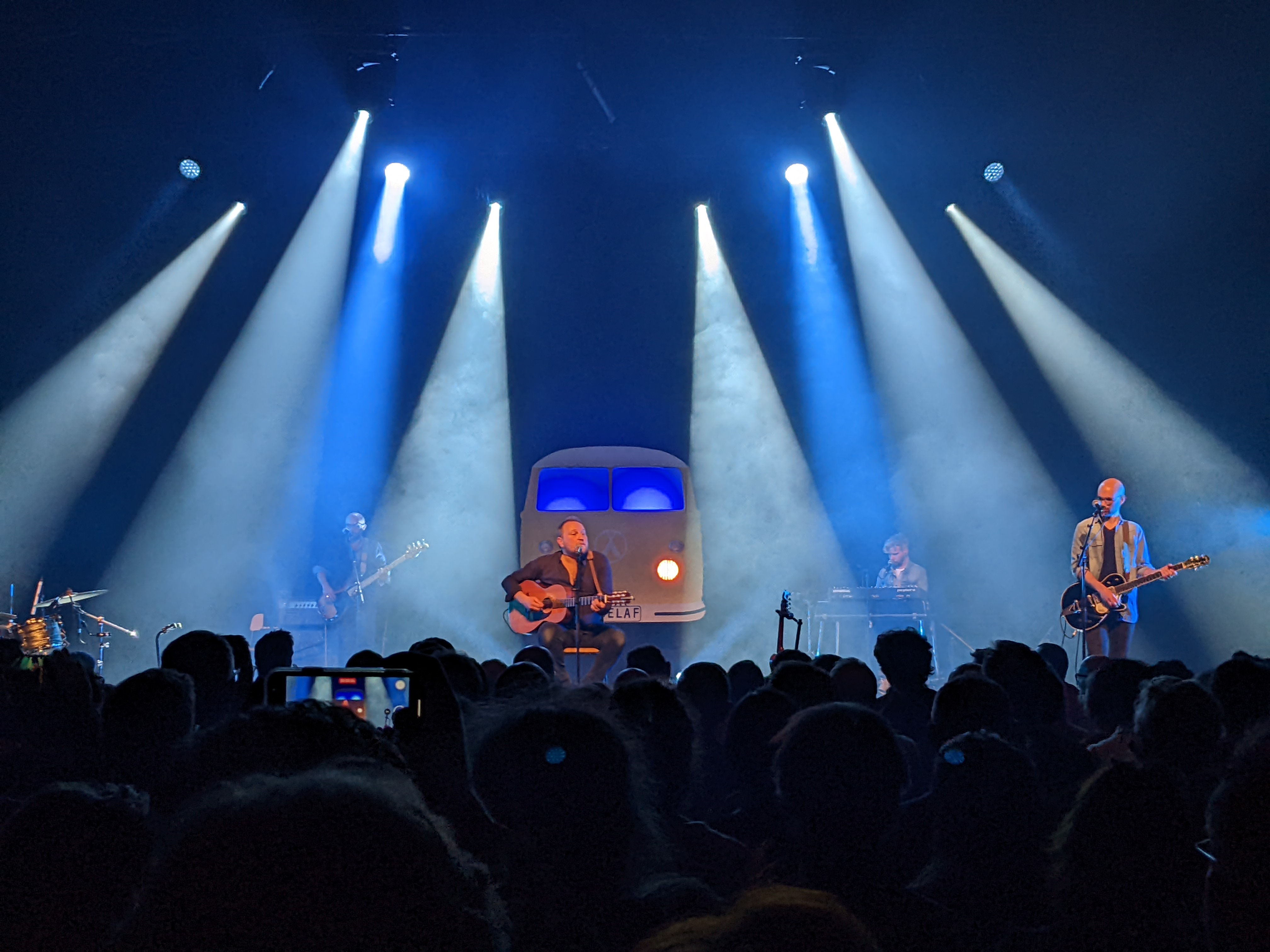
Oldelaf en concert en 2022

Après plusieurs années de chroniques et radios, Oldelaf ressort un album de chansons. Il s'exprime à ce sujet sur RTL  : « Chaque jour qui passait me faisait grandir l'envie de revenir avec un vrai album de chansons. Je me suis toujours senti du côté chanteur parce que j'ai étudié la musique ».
Oldelaf lance le 16 mai 2017 une nouvelle campagne de financement participatif sur Kisskissbankbank. Avec quasiment 80 000 euros collectés par 1367 contributeurs, il enregistre l'album au studio Ferber à Paris durant l'été 2017. Goliath parait le 2 mars et les donateurs reçoivent en avant-première une édition exclusive. Parallèlement, l'artiste se produit en concert avec son équipe habituelle depuis le mois de janvier 2018. L'album se veut mieux produit et réalisé que les précédents, notamment avec l'agrément d'orchestres à cordes et de chœurs. Il se classe dans le top album iTunes[réf. nécessaire].
À la suite d'une opération chirurgicale à l'épaule en 2018, Oldelaf perd momentanément l'usage de son bras droit ce qui l'oblige à réorganiser sa tournée de spectacles, ne pouvant plus jouer de la guitare.
En septembre 2024, Oldelaf rejoint La Bande originale sur France Inter pour une chronique quotidienne chantée, Fan de.

## Discographie

### Albums pour enfants
- Bête et Méchant aux éditions Milan (2009)[Note 1]
- Happy Birthday (2017)

### Albums studio
- Le monde est beau (2011)
- Dimanche (2014)
- Goliath (2018)
- L'Aventure (2020)
- Saint-Valentin (2024)

### DVD
- Mon premier Bercy au Zénith (2016)

### EPs
• Vendredi (2011)
- L'aventure continue (2021)

### Singles
- La Tristitude (2011)[18]
- Le monde est beau (2012)[18]
- Courseulles-sur-Mer (2012)[18]
- Les mains froides (2012)
- La Belle Histoire (2014)[18]
- Je mange (2014)
- Kleenex (2014)
- La peine de mort (2014)
- Et si (2018)
- J'aime le tennis (2018)
- L'amour à l'hôtel Ibis (2018)
- Mais les enfants (2019)

### Téléchargement uniquement
- C'est Michel (2012) (sous le nom de Michel)

### Classements

#### Albums
| 2011 | Vendredi - Sortie : 21 février 2011                                                          | -  | 18 | -   |
| 2011 | Le monde est beau - Sortie numérique : 12 septembre 2011 - Sortie physique : 17 octobre 2011 | 76 | 17 | 108 |
| 2012 | Tristitudes - Sortie : 16 janvier 2012                                                       | -  | 25 | -   |
| 2014 | Dimanche - Sortie : 27 janvier 2014                                                          | 14 | 9  | 15  |
| 2018 | Goliath - Sortie : 2 mars 2018                                                               | -  | -  | -   |
| 2020 | L'Aventure - Sortie : 28 Février 2020                                                        | -  | -  | -   |
| 2024 | Saint-Valentin - Sortie : Novembre 2024                                                      | -  | -  | -   |

## Filmographie
Sauf indication contraire, les informations mentionnées dans cette section peuvent être confirmées par la base de données cinématographiques IMDb,  présente dans la section « Liens externes ».
- 2011- 2020 : Le Golden Show (plusieurs épisodes)
- 2012 : Wakfu (série d'animation), saison 2, épisodes Monstres et Chimères et Le Voleur de voix : Tralalane (voix)
- 2012 : Bref.[22]
- 2013 : Hero Corp (5 épisodes) : Invisiblor
- 2017 : Cocovoit, épisode JMJ[Quoi ?] : Pierre-Marie[réf. nécessaire]
- 2020 : Ducobu 3 : le policier